# Allain Glykos
Allain Glykos, né en juin 1948 à Bordeaux, est un écrivain et enseignant français.

## Biographie
Allain Glykos naît en 1948 à Bordeaux. Fils de Manolis, il est enseignant-chercheur à l'université Bordeaux 1 et écrivain.
Professeur de philosophie, il anime pendant trois ans un séminaire ouvert aux thésards scientifiques et aux étudiants des beaux-arts.
En 2001, il obtient  le prix Loin du marketing pour l'ensemble de son œuvre.

## Œuvres
- Les Écailles d'argile : chronique du village d'en-bas, Éditions Phalène, 1986  (ISBN 2-9050029-05)
- Les Résidences de l'inquiétude, Éditions de l'Aube, 1990  (ISBN 2-87678-036-4)
- Écrire avec et sans ordinateur au collège, Éditions Delachaux et Niestlé, 1993  (ISBN 2-603-00914-1)
- Les boîtes - La décision, Éditions de l'Escampette, 1994  (ISBN 2-909428-19-2)
- Lécheurs de pierre, Éditions de l'Escampette, 1995  (ISBN 2-909428-33-8)
- Saint-Pierre, Éditions Confluences, 1995  (ISBN 2-910550-14-1)
- Parle-moi de Manolis, Éditions de l'Escampette, 1997  (ISBN 2-909428-55-9)
- La rue Sainte-Catherine, Éditions Confluences, 1999  (ISBN 2-910550-81-8)
- Mémoires de l'eau : vagabondages, Éditions de l'Escampette, 1999  (ISBN 2-909428-77-X)
- Le silence de chacun, Éditions L'Escampette, 2002
- À proprement parler, Éditions L'Escampette, 2003[5]
- Faute de parler, Éditions L'Escampette, 2005
- Manolis de Vourla[2], Éditions Quiquandquoi, 2005  (ISBN 2-940317-32-1)
- Aller au diable, Éditions de l'Escampette, 2007  (ISBN 978-2-914387-90-3)
- Bordeaux : regards, Éditions Sud Ouest, 2009  (ISBN 978-2-87901-960-4)
- Nunca más : plus jamais[6], Éditions de l'Escampette, 2009  (ISBN 978-2-35608-012-7)
- Manolis, Éditions Cambourakis, 2013  (ISBN 978-2-36624-040-5)
- La Signature, Éditions de l'Escampette[7],[8], 2011  (ISBN 2356080325)
- Poétique de Famille, Éditions L'Escampette, 2016
- N'en parlons plus, Éditions L'Escampette, 2016
- Gilets de sauvetage, 2018[1]